# Битка код Даплин Мјура
Битка код Даплин Мура вођена је 10–11. августа 1332. године између присталица Давида II Шкотског, сина Роберта Бруса са једне и присталица куће Бејле предвођене Едвардом де Бејлеом са друге стране.

## Битка
Шкотски и енглески феудалци предвођени Едвардом де Бејлеом (500 оклопних коњаника и око 2000-3000 енглеских стрелаца) упадају морем у Шкотску. Нашли су се код Даплин Мура пред надмоћним шкотским коњаницима који су сјахали за борбу пешака, а стрелце поставили на крила, и тако образовали борбени поредак полумесеца. Док су Шкоти нападали центар, стрелци су их обухватили сипајући у њих густе рафале стрела од којих су се, инстинктивно се бранећи, збијали све гушће у центар. У склупчаној маси губици су били све већи, а могућност употребе оружја све мања. Мало Шкота је избегло смрт. Садејство између сјахалих оклопника и стрелаца биће основа енглеске тактике 14. века.